# Parmena slamai
Parmena slamai är en skalbaggsart som beskrevs av Gianfranco Sama 1986. Parmena slamai ingår i släktet Parmena och familjen långhorningar. Inga underarter finns listade i Catalogue of Life.